# Gleitflug

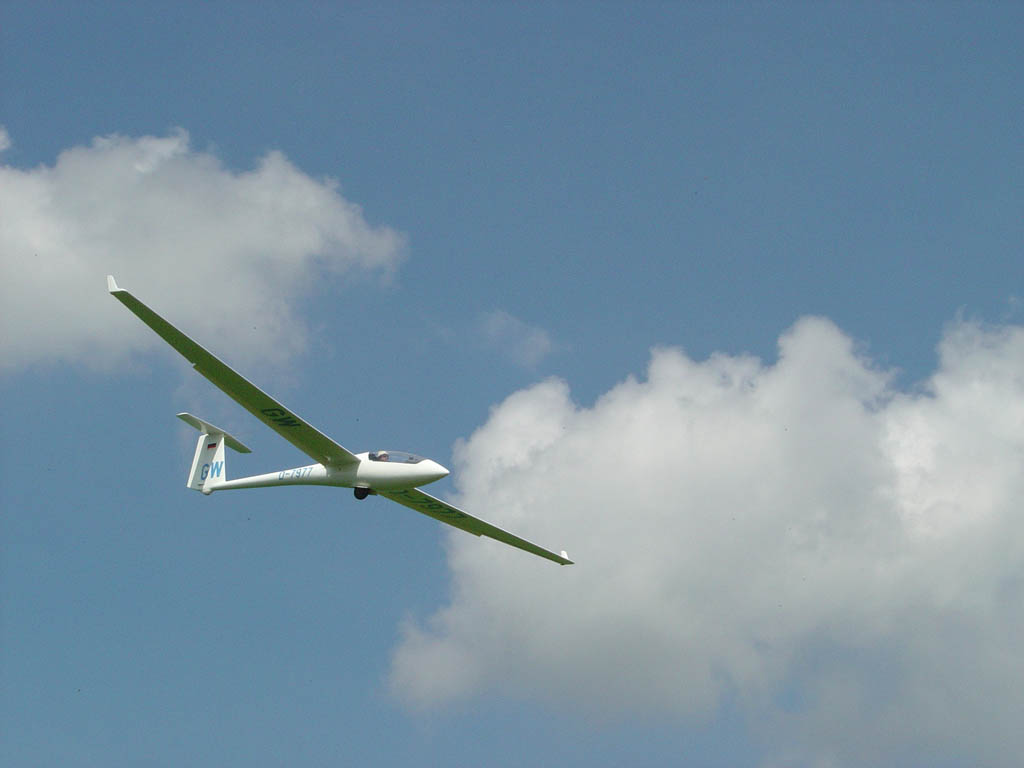
Ein Segelflugzeug im Gleitflug

Gleitflug ist jede Art des Fliegens, bei der als Energiequelle für Auftrieb und Vortrieb ausschließlich die Lageenergie genutzt wird. Vögel befinden sich im Gleitflug, wenn sie nicht mit den Flügeln schlagen; Luftfahrzeuge befinden sich im Gleitflug, wenn sie keinen technischen Antrieb nutzen.
Die Beobachtung des Gleitflugs bei Vögeln und die Übernahme der dabei erkannten Prinzipien z. B. bei der Profilgebung für Tragflächen ging dem Bau der ersten erfolgreichen manntragenden Gleitflugzeuge von Lilienthal ab 1891 voraus. Die Natur liefert mit anderen gleitfliegenden Tieren und geflügelten Flugsamen zahlreiche weitere Vorbilder für den Gleitflug.
Den Gleitflug nutzen alle nicht-motorisierten Luftfahrzeuge, die schwerer als Luft sind, etwa Segelflieger, Hängegleiter und Gleitschirme. Speziell für den Gleitflug ausgelegte Flugzeuge heißen Gleitflugzeuge, darüber hinaus besitzt prinzipiell jedes Flugzeug die Fähigkeit zum Gleitflug. Beispielsweise kann ein Verkehrsflugzeug nach Triebwerksausfall im Gleitflug weiterfliegen und notlanden (siehe unten: Gleitflugmanöver mit Verkehrsmaschinen).
Drehflügler (Hub- oder Tragschrauber) können ebenfalls gleiten, indem sie Auftrieb durch Autorotation erzeugen.

## Stationärer Gleitflug
Stationär ist ein Gleitflug bei konstanter Geschwindigkeit. Beim stationären Gleitflug eines Luftfahrzeugs wird die Gewichtskraft in die Kräfte gegen den Luftwiderstand und für den Auftrieb aufgeteilt (G2 = W2 + A2). Luftfahrzeuge wie Gleitflugzeuge, Segelflugzeuge und Hängegleiter können nur über eine abwärts gerichtete Flugbahn, bei dem der Vortrieb eine Komponente der Gewichtskraft darstellt, im stationären Gleichgewichtszustand bleiben. Sie setzen ihre potenzielle Energie (Höhe) in kinetische Energie um, was eine Vorwärtsbewegung ermöglicht.

## Formeln

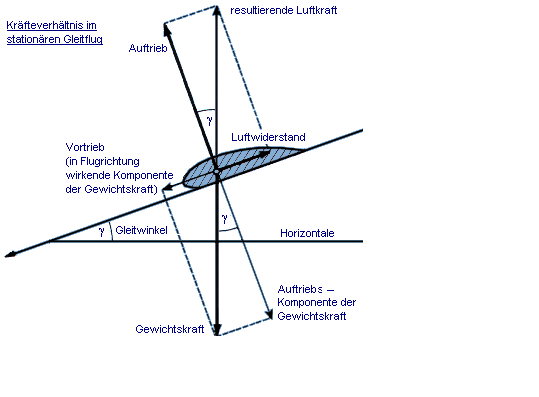
Kraftdiagramm

Für den antriebslosen Flug ergeben sich folgende Werte:
- Horizontalgeschwindigkeit: {\displaystyle v_{\mathrm {h} }={\sqrt {\frac {2g\cdot p}{\rho \cdot c_{\mathrm {a} }}}}}      und für den Auftriebsbeiwert: {\displaystyle c_{\mathrm {a} }={\frac {2g\cdot p}{\rho \cdot {v_{\mathrm {h} }}^{2}}}}
- Vertikal- oder Sinkgeschwindigkeit: {\displaystyle v_{\mathrm {s} }=c_{\mathrm {w} }\cdot {\sqrt {\frac {2g\cdot p}{\rho \cdot {c_{\mathrm {a} }}^{3}}}}}     und für den Widerstandsbeiwert: {\displaystyle c_{\mathrm {w} }={\frac {v_{\mathrm {s} }}{\sqrt {\frac {2g\cdot p}{\rho \cdot {c_{\mathrm {a} }}^{3}}}}}}

vh, vs=Geschwindigkeit in m/s; p=Flächenbelastung in kg/m²; ca=Auftriebsbeiwert; cw=Widerstandsbeiwert; g=Erdbeschleunigung 9,81 m/s²; ρ=Luftdichte in kg/m³
Beispiel:
Ein Airbus A380 habe eine Flächenbelastung von 430 kg/m². Der ca-Wert bei der Landung in Meereshöhe sei 1,3 und der cw-Wert 0,08. Die Landeklappen und das Fahrwerk seien ausgefahren und die Triebwerke ohne Schubkraft.
Die Vorwärtsgeschwindigkeit ist:
{\displaystyle v_{\mathrm {h} }={\sqrt {\frac {19{,}62\cdot 430}{1{,}2\cdot 1{,}3}}}\;\mathrm {m/s} =73{,}5\;\mathrm {m/s} =265\;\mathrm {km/h} }
Die Sinkgeschwindigkeit ist:
{\displaystyle v_{\mathrm {s} }=0{,}08\cdot {\sqrt {\frac {19{,}62\cdot 430}{1{,}2\cdot {1{,}3}^{3}}}}\;\mathrm {m/s} =4{,}53\;\mathrm {m/s} }
Die Gleitzahl ist:
{\displaystyle E={\frac {v_{\mathrm {h} }}{v_{\mathrm {s} }}}={\frac {73{,}5}{4{,}53}}=16{,}2}
(Bei Reisefluggeschwindigkeit in 11 km Höhe wäre die Luftdichte 0,3 kg/m², der ca-Wert 0,42 und der cw-Wert 0,023)

## Gleitflug in der Natur

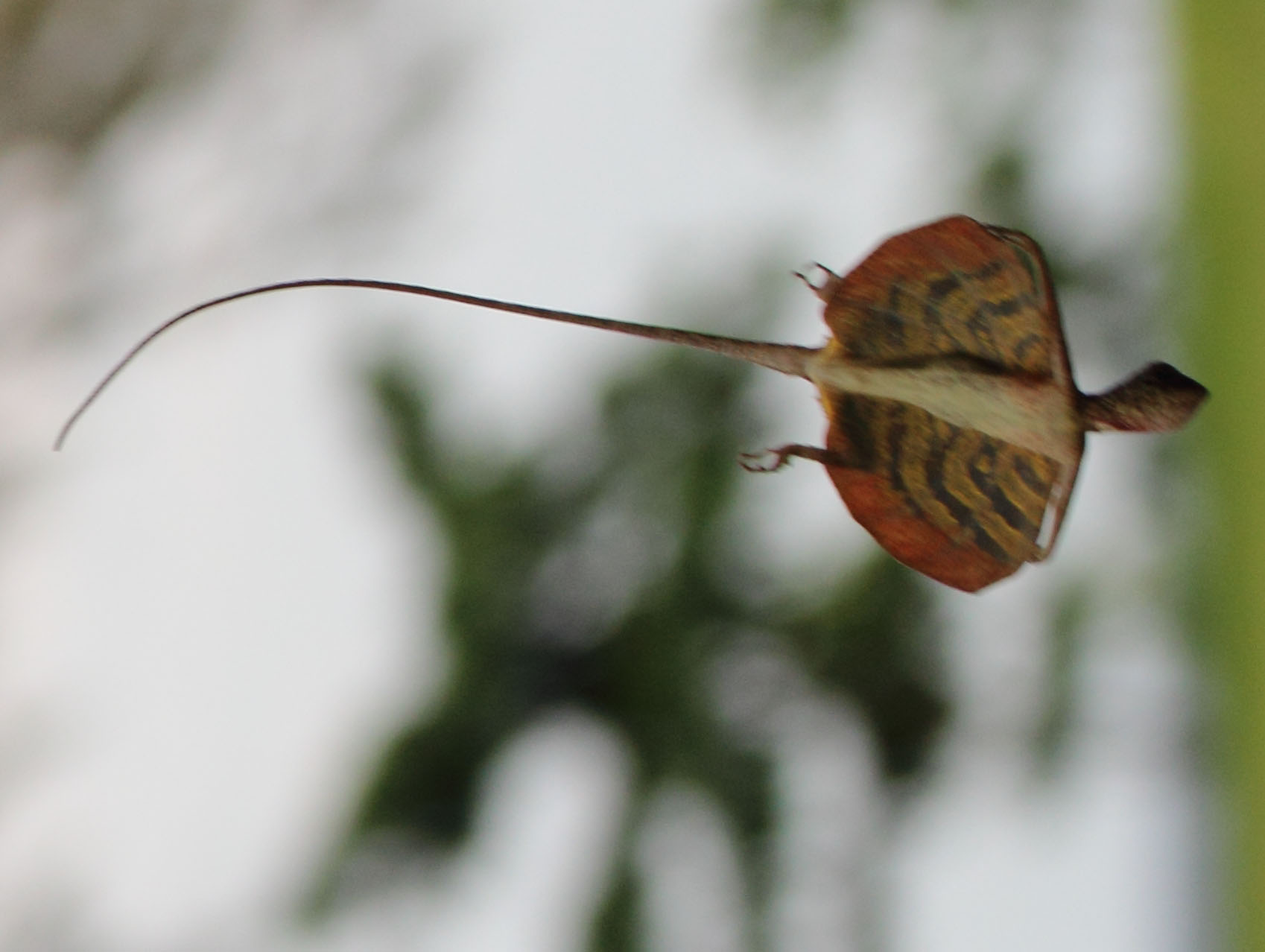
Gleitfliegender Flugdrache (Draco taeniopterus)

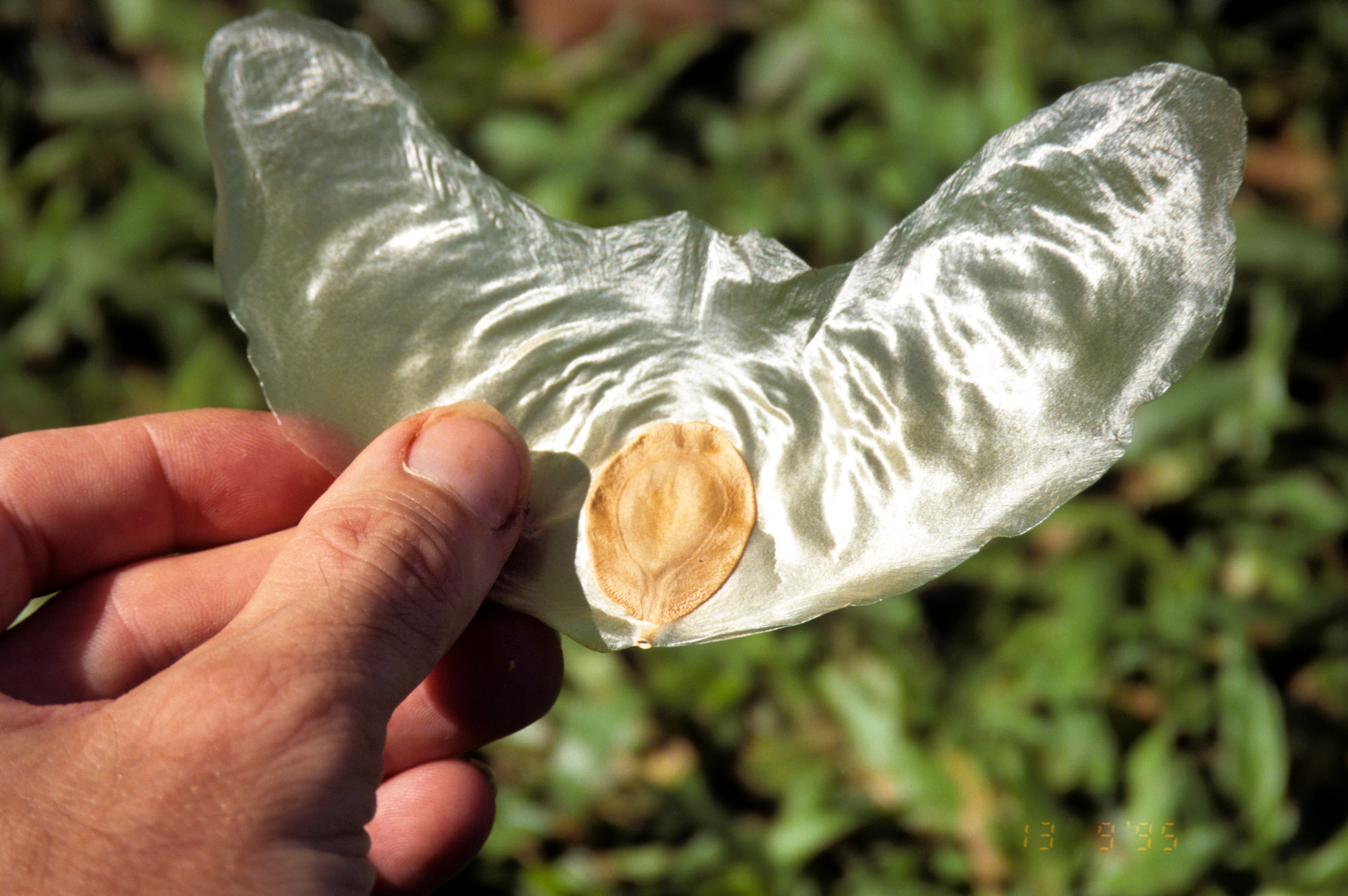
Geflügelte Samen von Alsomitra macrocarpa

siehe Flug in der Natur

## Gleitflugmanöver mit Verkehrsmaschinen

### Glimpflich
- 24. Juni 1982: Eine Boeing 747 der British Airways (Flug 9) geriet in etwa 11.000 Meter Höhe in die Aschewolke des Vulkans Gunung Galunggung, wodurch alle vier Triebwerke ausfielen.
- 23. Juli 1983: Eine Boeing 767-200 der Air Canada musste wegen Treibstoffmangels notlanden. Der Zwischenfall wurde als Gimli Glider bekannt.
- 15. Dezember 1989: Flug 867 der KLM Royal Dutch Airlines geriet in die Aschewolke des Mount Redoubt. Alle vier Triebwerke fielen aus, Landung auf dem Anchorage Airport (Alaska).
- 12. Juli 2000: Ein Airbus A310-300 der Hapag-Lloyd (Flug 3378) schlug aufgrund leergeflogener Tanks 600 Meter vor der Landebahn in Wien-Schwechat auf.
- 24. August 2001: Ein Airbus A330 der Air Transat (Flug 236) musste aufgrund einer gebrochenen Treibstoffleitung eine Notlandung auf dem Militärflugplatz Lajes Field ausführen – der längste Gleitflug eines Düsenflugzeugs bisher. Der antriebslose Flug dauerte etwa 19 Minuten, wobei 120 km zurückgelegt wurden.
- 15. Januar 2009: Ein US Airways Airbus A320 (Flug 1549) musste im Gleitflug auf dem Hudson River in New York notwassern, weil kurz nach dem Start beide Triebwerke durch Vogelschlag ausgefallen waren.

### Mit Toten
- 25. Januar 1990: Avianca-Flug 052 geriet nach langen Wartezeiten in der Luft, einem Durchstartmanöver und ohne Erklärung der Luftnotlage mit leergeflogenen Tanks in einen Gleitflug und schlug in hügeligem Gelände auf.
- 23. November 1996: Drei Terroristen entführen eine Boeing 767 auf dem Ethiopian-Airlines-Flug 961 und zwangen den Piloten mit unzureichend gefüllten Tanks nach Australien zu fliegen. Als der Treibstoff ausging, musste der Pilot vor den Komoren notwassern. 125 der 175 Insassen kamen ums Leben